# 2008 في إيران
فيما يلي قوائم الأحداث التي وقعت خلال عام 2008 في إيران.

## سياسة

### تعيين في المنصب
- 28 مايو – علي لاريجاني عضو مجلس الشورى الإسلامي.

## أفلام
من الأفلام التي صدرت هذه السنة في إيران:
- 1 يناير – إعدام فرعون

## وفيات

### فبراير
- 9 فبراير – جازه طبطبائي (مواليد 1931) فنان إيراني.

### أغسطس
- 27 أغسطس – ايبي ناتان (مواليد 1927)

### أكتوبر
- 25 أكتوبر – صفار زاده (مواليد 1936)